# Хімік (Дніпродзержинськ)
«Хімік» Дніпродзержинськ — українська хокейна команда з Дніпродзержинська, що була учасником хокейних турнірів за часів СРСР.

## Історія
Команда дніпродзержинського хімкомбінату вперше з'явилася на хокейній арені в сезоні-1967/68, дебютувавши в 7-й зоні класу «Б» першості СРСР (четвертий дивізіон тогочасної хокейної ієрархії). Посівши друге місце серед 8 команд, «хіміки» одержали право підвищитися в класі (надалі, в третьому дивізіоні радянського хокею — другій лізі Класу «А» — дніпродзержинці виступали до сезону 1971/72 року включно. Після цього дніпродзержинці участі в радянських першостях не брали до чемпіонату 1979/80, відколи впродовж трьох сезонів знов змагалися в Класі «Б»).
На республіканській арені хокеїсти «Хіміка» дебютували у 1969 році, коли під прапором збірної команди Дніпропетровської області посіли перше місце на хокейному турнірі Зимової Спартакіади УРСР, завоювавши чемпіонський титул.
У 1970 році «Хімік» здобув республіканський Кубок. Як господарі фінальної «пульки» першого розіграшу Кубку УРСР з хокею дніпродзержинці перемогли хокеїстів Львівської та Київської областей.
Домашні матчі команда проводила на ковзанці зі штучним льодом «Хімік», що була відкрита 3 жовтня 1967 року.

## Титули та досягнення
- Всесоюзні
  -  Срібний призер чемпіонату СРСР у класі «Б» (1): 1968

- Республіканські
  -   Чемпіон УРСР (1): 1969
  -  Володар  Кубку УРСР (2): 1970, 1971
    -  Фіналіст  Кубку УРСР (1): 1973

## Колишні гравці та тренери
Воротарі: Едуард Ганічев, Віктор Зажоркін, Анатолій Заплаткін, Михайло Лисняк, Валерій Любавін, Олександр Федорчуков.

Захисники: Мансур Базуков, Олег Бринських, Анатолій Васильєв, В. Єршов, Володимир Малудін, Євген Москвін, Анатолій Неженський, Володимир Родіонов, Анатолій Савернюк, Віктор Трифонов, В'ячеслав Шалаєв.

Нападники: Юрій Абаімов, Георгій Байдак, Євген Бурнаєв, Віктор Гапєєв, Петро Городецький, Герман Григор'єв, Юрій Зінов'єв, Юрій Зозін, Генадій Корнілов, Сергій Котов, Микола Куликов, Валентин Лежнєв, Микола Мерзляков, Володимир Ніколаєв, Веніамін Пихенко, Володимир Сабіров, Олександр Старостін, Іван Тарасенко, Валентин Чистов, Володимир Щербаков.

Тренери: Микола Алексушин, Григорій Орлов, Валентин Чистов, Володимир Шулешов.